# Laxmannia grandiflora
Laxmannia grandiflora är en sparrisväxtart som beskrevs av John Lindley. Laxmannia grandiflora ingår i släktet Laxmannia och familjen sparrisväxter.

## Underarter
Arten delas in i följande underarter:
- L. g. brendae
- L. g. grandiflora
- L. g. stirlingensis